# Villazanzo de Valderaduey
Villazanzo de Valderaduey é um município da Espanha na província de León, comunidade autónoma de Castela e Leão, de área 146,12 km² com população de 665 habitantes (2004) e densidade populacional de 4,55 hab/km².

## Demografia
| Variação demográfica do município entre 1991 e 2004 | Variação demográfica do município entre 1991 e 2004 | Variação demográfica do município entre 1991 e 2004 | Variação demográfica do município entre 1991 e 2004 |
| --------------------------------------------------- | --------------------------------------------------- | --------------------------------------------------- | --------------------------------------------------- |
| 1991                                                | 1996                                                | 2001                                                | 2004                                                |
| 772                                                 | 744                                                 | 691                                                 | 665                                                 |